# Scotorythra platycapna
Scotorythra platycapna là một loài bướm đêm trong họ Geometridae.